# Kleidermode der Restauration und des Biedermeiers
In der Zeit der sogenannten Restauration änderte sich auch für die Damenmode die Sichtweise, und es setzte ab etwa 1820 eine Rückbesinnung auf alte Formen ein.

## Damenmode

### Restauration

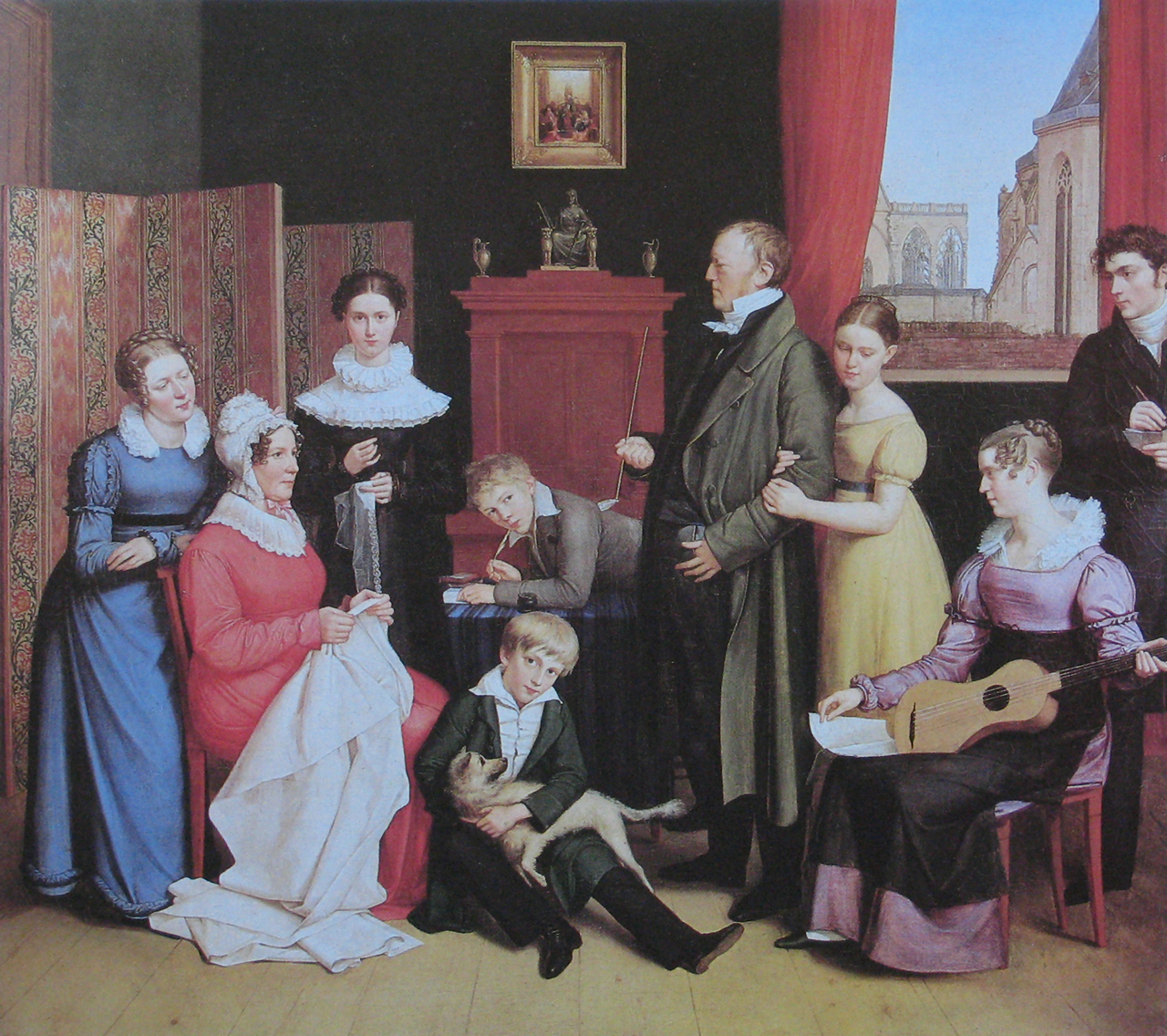
Die Familie Begas; Karl Joseph Begas, 1821

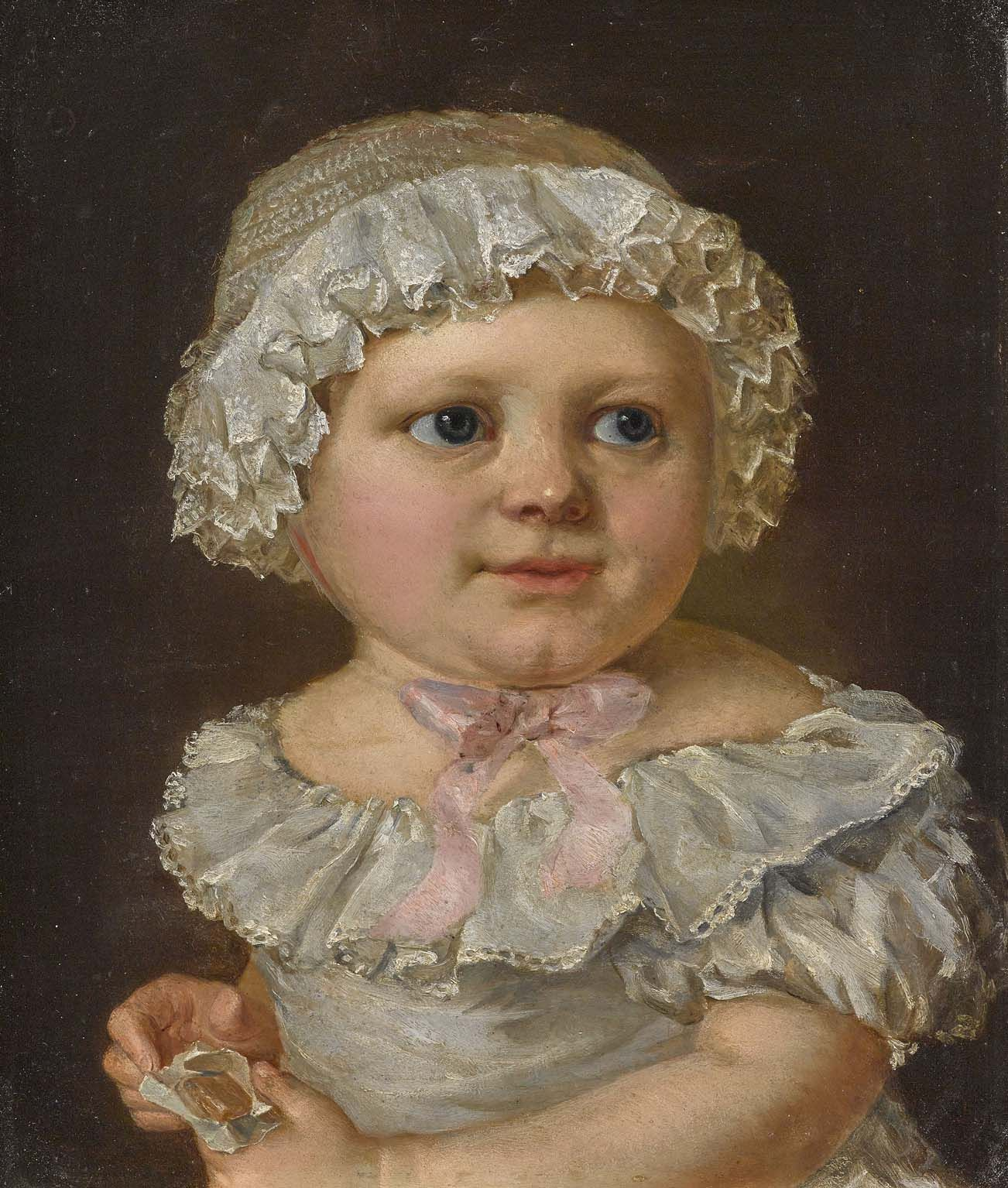
Bildnis eines kleinen Mädchens, ein Bonbon auswickelnd (um 1830)

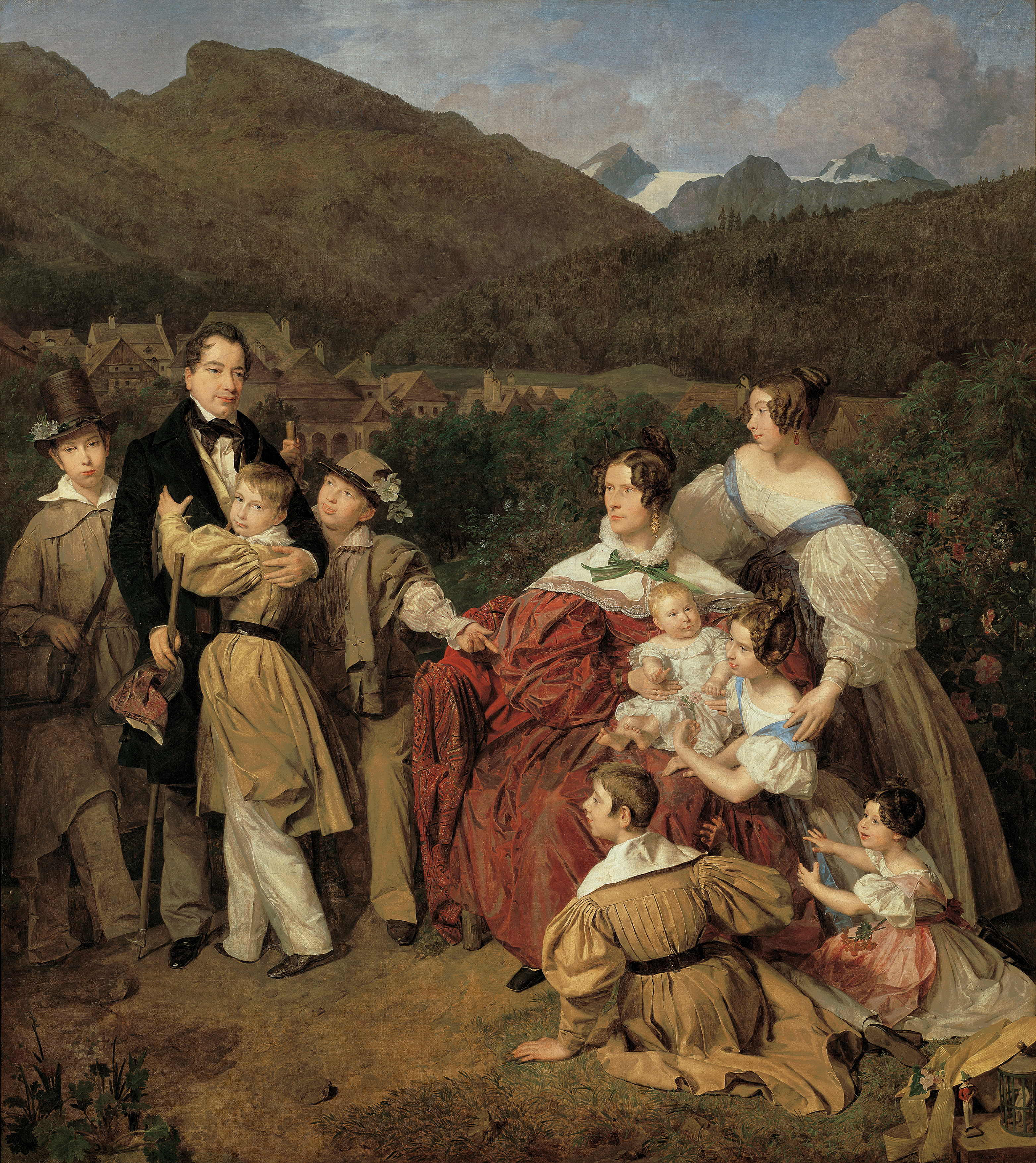
Dr. Josef Eltz und seine Familie in Bad Ischl; Ferdinand Georg Waldmüller, 1835

In der Zeit der sogenannten Restauration blieb bis zum Wiener Kongress 1815 die Mode der Empirezeit weitgehend erhalten. Die Kleider hatten nach wie vor die hohe Taille; die wieder verzierten Röcke waren röhrenförmig und fielen bis an die Knöchel. Die Schuhe wurden mit Bändern kreuzweise gebunden. Am Hals endete das Kleid in einer dichten Krause oder beim Ballkleid in einem Schulterkragen aus Spitzen. Die engen Ärmel gingen fast bis an die Fingerspitzen, oder es wurden lange Handschuhe getragen. Die Hüte erinnerten an Herrenzylinder, hatten vorn einen breiten, hinten einen schmalen Schirm.

### Biedermeier
Um 1820 setzte ein völliger Umschwung ein. Die durch eine leichte Einschnürung betonte Taille rückte wieder an ihren angestammten Platz, und der Rock wurde nach unten weiter. Die Taille verengte sich mit der Zeit (Wespentaille), während die Ärmel in den 1820ern von anfänglichen kleinen Puffärmeln bis zu sogenannten Gigots (Hammelkeulen) aufgebauscht wurden, die sogar beim Klavierspielen störten.

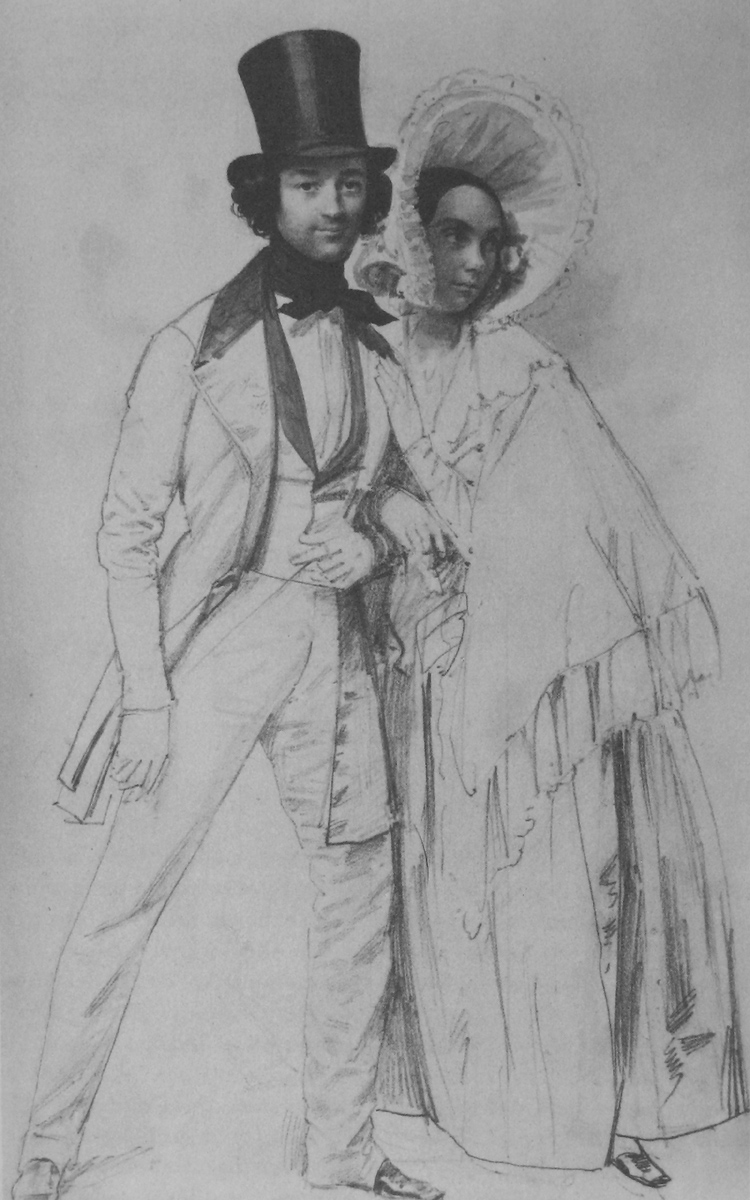
Amalie und Paul Taglioni; Franz Krüger, vor 1839

Die Röcke wurden schließlich so weit, dass sie zum Schluss tiefe Falten schlugen. Irgendwelcher Ausputz konnte deshalb nicht mehr zur Geltung kommen. Ausgeglichen wurde dieses Manko ab etwa 1830 mit belebenden gemusterten Stoffen: kariert, gestreift oder geblümt. Man trug sie fußfrei. Im ausgehenden Biedermeier wurden die Ärmel schließlich wieder länger, während der Saum des glatten weiten Rockes den Fußboden berührte. 
Die Biedermeier-Frisuren zeichneten sich vor allem durch den Mittelscheitel aus, von dem das Haar, mit Spangen und Kämmen durchsetzt, mehr in die Breite geht, um schließlich über der Kopfmitte zu einem hochstehenden Knoten eng zusammengebunden zu werden. Die aufwändige Frisur wurde schließlich noch mit Bändern und Schleifen geschmückt.
Die betuchtere Dame oder die Adlige trug neben dem Diadem (bis ca. 1820) im Haar zusätzlich Zierkämme und Haarnadeln.
Zum Ende der 1830er wurden die Haare jedoch nur noch schlicht zu einem Nackenknoten (Chignon) mit seitlichen Korkenzieherlocken frisiert.
Die typische Kopfbedeckung dieser Zeit war die um 1800 aufgekommene Schute. Der haubenähnliche Hut blieb zuerst Dienstmädchen vorbehalten, wurde aber im Laufe der 1830er auch von den Damen akzeptiert. Die Schuhe waren flach, ohne Absatz. Zu den gängigsten Accessoires gehörten Sonnenschirm, Kaschmirschal und Fächer.

## Herrenmode
Bedeutung und Schnitt von Frack und Gehrock hatten sich seit dem Beginn des Jahrhunderts kaum verändert. Auch die männliche Kleidung wurde in dieser Zeit eng tailliert getragen, so dass viele Männer zu einem Schnürgürtel griffen. Die Hemden hatten einen so genannten Vatermörder-Kragen, der den Hals eng umschloss. Seit 1815 kamen erstmals lange Hosen (Pantalons) in Mode, sowie gestreifte oder geblümte Westen. Der lange Stiefel hatte der sogenannten Stiefelette Platz gemacht. Kopfbedeckung war der Zylinder.
Wichtig für die sonstige Ausstattung waren eine kunstvoll geknotete Krawatte, ein Spazierstock, Handschuhe sowie eine Taschenuhr, evtl. noch ein Lorgnette. Nach 1820 galten Backen-, Oberlippen- oder Kinnbart nicht mehr als revolutionär, der Vollbart aber war das Symbol des Liberalismus. Unerlässlich waren in dieser Zeit lange Koteletten, genannt Favoris.